# 송지효의 뷰티뷰
《송지효의 뷰티뷰》는 2017년 1월 19일부터 2017년 3월 23일까지 방영된 JTBC2 뷰티 프로그램이다.

## 개요
개개인의 타입에 딱 맞는 것을 알려주는 취향 저격 개념 뷰티 가이드! 너만을 위한 1:1 매칭 뷰티 프로그램

## MC
- 송지효
- 공명

## 출연
- 조성경
- 송해나
- 김미구

## 방영목록 및 게스트
| 회차 | 방송 날짜       | 주제                                | 게스트         |
| ---- | --------------- | ----------------------------------- | -------------- |
| 1회  | 2017년 1월 19일 | 매혹의 상징 로즈 뷰티               | 차은우, 문빈   |
| 2회  | 2017년 1월 26일 | 숨은 이목구비 찾기                  | 정채연, 기희현 |
| 3회  | 2017년 2월 2일  | 탐나는 광채피부 만들기              | 김지숙         |
| 4회  | 2017년 2월 9일  | 상황별 스피드 메이크업              | 이미주, 정예인 |
| 5회  | 2017년 2월 16일 | 과즙상&걸크러쉬 아이돌 메이크업     | 성소, 은서     |
| 6회  | 2017년 2월 23일 | 뻔하지 않고 Fun한 믹스매치 메이크업 | 효정, 지호     |
| 7회  | 2017년 3월 2일  | 맨즈 뷰티                           | 힘찬, 영재     |
| 8회  | 2017년 3월 9일  | 꼭 필요한 T.P.O 메이크업            | 조수애, 강지영 |
| 9회  | 2017년 3월 16일 | 나이찾기 메이크업                   | 경리           |
| 10회 | 2017년 3월 23일 | 퍼스널 컬러 맞춤 메이크업           | 경수진         |